# Geely Boyue Cool
Geely Boyue Cool (кит. 吉利博越Cool; пиньинь Jílì Bóyuè Cool; на российском рынке — Geely Cityray) — компактный кроссовер, запущенный в производство в Китае в 2023 году. Является преемником Geely Binyue и Geely Atlas.
На российском рынке модель под названием Geely Cityray поступила в продажу в октябре 2024 года, доступна в официальных дилерских центрах по цене от 2,7 млн рублей в четырёх комплектациях: Comfort, Luxury, Flagship и Flagship Sport.

## Описание
Автомобили Geely Atlas и Geely Boyue Cool обладают единым стилем, но отличаются друг от друга размерами колёсной базы, разными кузовами и платформой: автомобиль Geely Boyue Cool базирован на платформе BMA.
Автомобиль оснащается четырёхцилиндровым двигателем внутреннего сгорания BHE15-EFZ мощностью 181 л. с. и крутящий моментом 290 Н*м. Проектное название — Geely Atlas Cool.

## Галерея

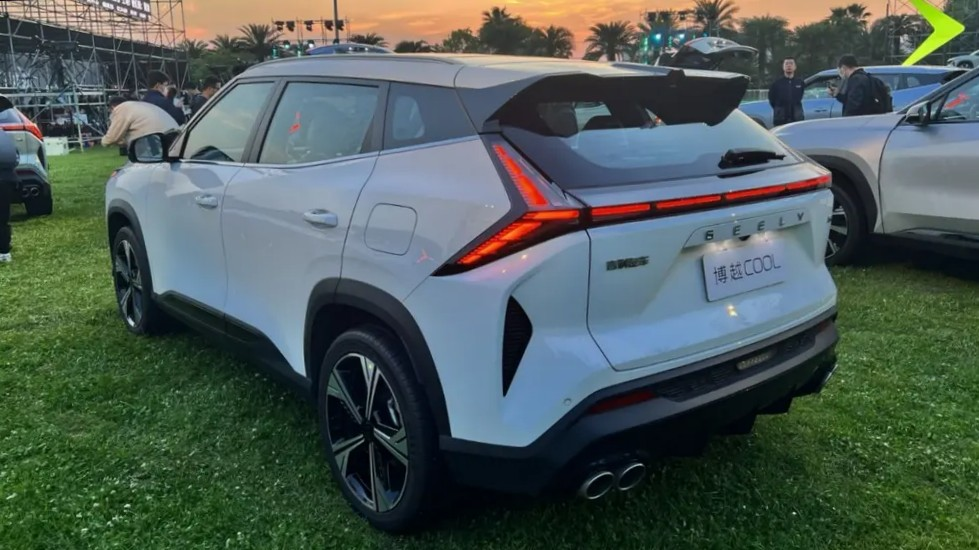
Вид сзади
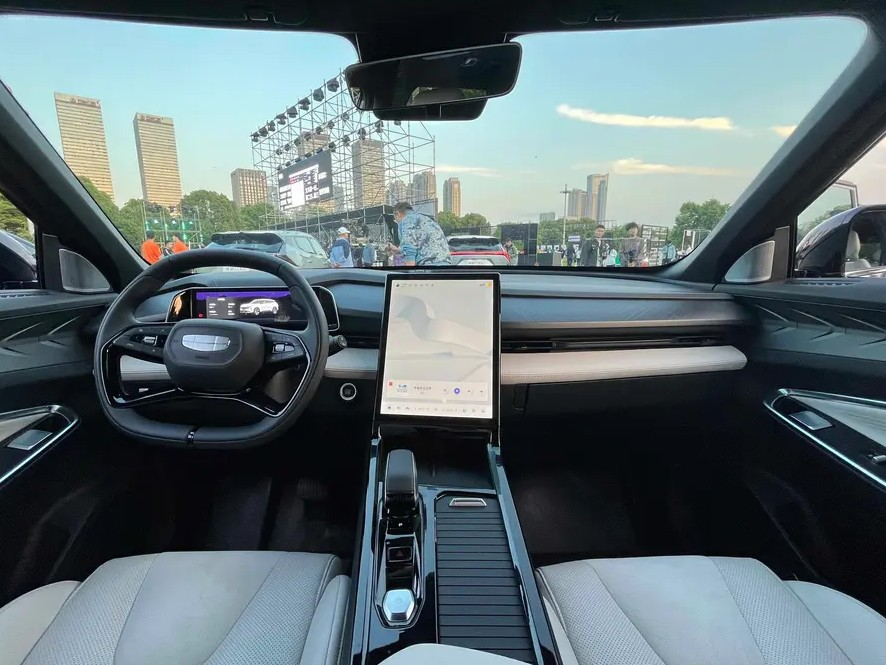
Место водителя